# Capitol (Lübeck)

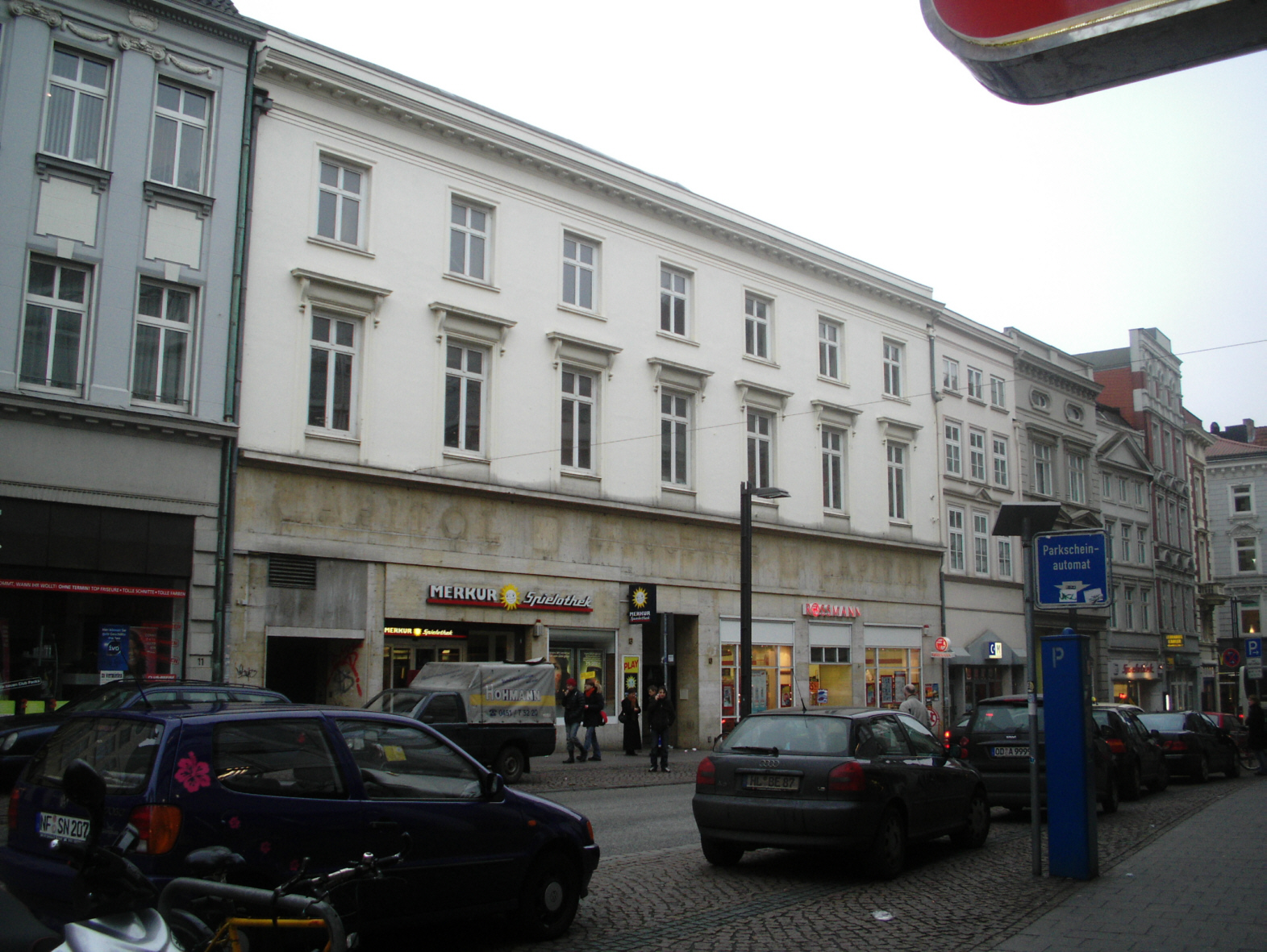
Das ehemalige Capitol (2009)

Das Capitol war ein Lübecker Kino.

## Neues Lichtspiel-Theater

Eröffnungsanzeige vom 6. Juli 1912

Die genauen Umstände, unter denen das historische klassizistische Gebäude Breiten Straße 13 zum Kino wurde, sind heute nicht mehr erschließbar, da die entsprechenden Akten im Zweiten Weltkrieg vernichtet wurden. Zwar blieb ein Bauplan erhalten, der mit Dezember 1911 datiert ist und durch den dokumentiert wird, dass spätestens zu diesem Zeitpunkt konkrete Pläne bestanden, die Räume der bis 1908 in dem Haus ansässigen Bäckerei Junge zum Lichtspielhaus umzubauen; doch es fehlt jeder Hinweis auf den Architekten und den Auftraggeber, so dass nicht einmal feststeht, wer die Einrichtung des Kinos veranlasste. Die Eröffnungsanzeige nennt als Direktor einen A. Kusch, der jedoch in den Lübecker Meldearchiven nicht auffindbar ist.
Am 6. Juli 1912 eröffnete das Neue Lichtspiel-Theater, das über 528 Plätze verfügte, von denen sich 86 auf dem Balkon befanden. Die Ausstattung mit Eingangshalle, Foyer und Garderobe zeigte eine bedeutende Weiterentwicklung gegenüber den bisherigen, einfach eingerichteten frühen Ladenkinos.
Kurz nach Beginn des Ersten Weltkriegs wechselte das Neue Lichtspiel-Theater möglicherweise den Besitzer, da der Name A. Kusch verschwand und nunmehr ein W. Zahn als Direktor firmierte. Auch für diese Person fehlt jeglicher Hinweis in den behördlichen Archiven.
Im November traf Johanna Mest  (* 1868; † 1930), die geschiedene Ehefrau Artur Mests, in Lübeck ein, und übernahm das Neue Lichtspiel-Theater. Gegen Ende des Ersten Weltkriegs folgten ihr ihre beiden jüngsten Söhne Arnold und August nach Lübeck nach. Ihr ältester Sohn Karl kam 1919 in die Stadt und gründete mit dem Zentral ein eigenes Kino.

## U.T.-Lichtspiele
Im Oktober 1925 änderte Johanna Mest den Namen des Neuen Lichtspiel-Theaters in U.T.-Lichtspiele. Der Grund hierfür ist unbekannt; ein Umbau, der sonst Kinoeigentümern als Grund für eine Namensänderung diente, hatte nicht stattgefunden.
1929 waren die U.T.-Lichtspiele neben der Schauburg eines der beiden Lübecker Kinos, die als erste mit Tonfilmapparaturen verschiedener Systeme ausgerüstet wurden. Zwischen der Familie Mest und dem Betreibern der Schauburg kam es zu öffentlich geführten Auseinandersetzungen über die Frage, welches der beiden Kinos über das vorzuziehende Tonfilmsystem verfügte.
Nachdem Johanna Mest 1930 verstorben war, leiteten ihre Söhne Arnold und August die U.T.-Lichtspiele. Sie banden das Lichtspielhaus zunächst als sogenanntes Regie-Theater vertraglich an den Magdeburger Kinokonzern ihres Vaters Artur Mest; kurze Zeit später gingen die U.T.-Lichtspiele ganz in das Eigentum der Kammerlichtspiele GmbH über. Neuer Geschäftsführer wurde bis 1942 der Konzernmitarbeiter Kurt Schulz.

## Capitol

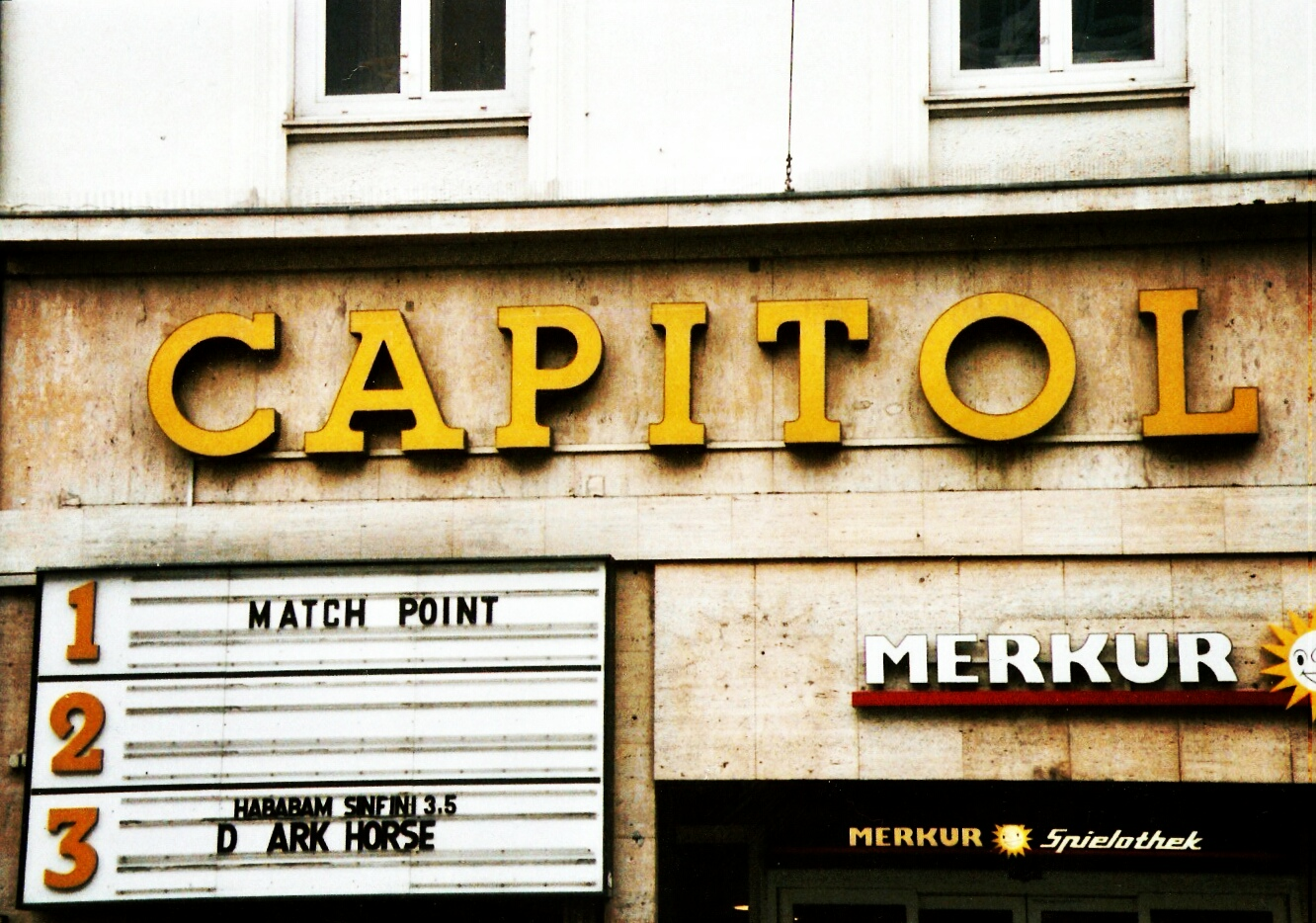
Capitol im Januar 2006

1936 wurden die jüdischen Eigentümer genötigt, das Haus in der Breiten Straße zu verkaufen. Die Kammerlichtspiele GmbH, mittlerweile geleitet von Artur Mests zweiter Ehefrau Gertrud Mest, erwarben das Gebäude und ließen im Verlauf des Jahres 1937 das Kino grundlegend umbauen, modernisieren und erweitern. Am 12. November 1937 wurde es unter dem Namen Capitol wiedereröffnet und verfügte nunmehr über 490 Plätze im Parkett und 290 auf dem Balkon.
Nach der zwangsweisen Auflösung des Mest-Konzerns 1942 war das Capitol das einzige Kino, das Gertrud Mest verblieb. Die Leitung übernahm die gelernte Theaterleiterin und Filmvorführerin Barbara Bovensiepen, Tochter des Stadthallen-Pächters Leopold Gonser.
Den Krieg überstand das Kino unbeschadet, doch einen Tag nach der deutschen Kapitulation am 8. Mai 1945 wurde das Capitol von der britischen Besatzungsmacht als Militärkino requiriert und Barbara Bovensiepen entlassen.
Nach sechs Jahren wurde das Kino 1951 an Gertrud Mest, die 1949 nach Lübeck übergesiedelt war, zurückerstattet. Am 4. April fand die Wiedereröffnung statt. Wenige Monate darauf verpachtete Gertrud Mest das Capitol an die UFA. Die Leitung des Filmtheaters übernahm 1958 der Ufa-Mitarbeiter Wilhelm Hagen, der seit den 1920er Jahren Geschäftsführer mehrerer Berliner Kinos gewesen und der das Capitol bis 1971 führte.
In den Jahren 1959, 1960 sowie 1966 bis 1970 war das Capitol Veranstaltungsort der Nordischen Filmtage.
Die Ufa verlängerte den Ende 1970 auslaufenden Pachtvertrag nicht. Als neue Pächter übernahmen am 1. Januar 1971 die Kinobetreiber Albert Kieft und Wilhelm Grießhammer das Capitol.

## Capitol-Kinocenter
Am 16. März 1980 wurde das Capitol geschlossen. In einem sechs Monate dauernden kompletten Umbau wurde das Lichtspielhaus in ein effizienter zu betreibendes Kinocenter mit drei Schachtelkinos umgewandelt. Die Gesamtzahl der Zuschauerplätze verringerte sich auf 517, verteilt auf drei Säle mit 380, 63 und 74 Plätzen. Am 18. September 1980 fand die Wiedereröffnung als Capitol-Kinocenter statt. Anfang der 1990er-Jahre wurden über den bestehenden Sälen zwei weitere mit 150 und 130 Plätzen eingerichtet.
In dieser Zeit wurde das Capitol hauptsächlich als Kino für Mainstream-Filme betrieben. Am 19. April 2006 schloss die Kieft-Gruppe das Kinocenter, das seitdem ungenutzt ist.